# Лебедев, Николай Николаевич (музыкант)
Николай Николаевич Лебедев (род. 27 июля 1976, Таганрог) — продюсер, диджей, музыкант, автор всех песен клубного проекта середины 2000-х «Катя Чехова».

## Биография
Николай Лебедев, продюсер и автор песен известной клубной певицы Кати Чеховой, родом из Таганрога. Свои первые песни начинает писать в возрасте 14 лет. В 1990 году он становится участником и автором песен таганрогской группы «Спектр» и остается в ней вплоть до 1997 года. В 1998 году Николай, работая на постоянной основе в администрации города Таганрога, параллельно создает свой сольный проект под названием «Каэл». В это же время он знакомится с Романом Галушкиным (Агент Смит).
В 1999 году Николай Лебедев закрывает проект «Каэл» начинает работу над новым проектом — группой «Вариант К». В состав группы входят Катя Губенко (вокал), диджей Fly, Роман Галушкин и Николай Лебедев как музыкант, автор песен и продюсер. Песня «Полетаем», неожиданно для авторов проекта получив поддержку известного диджея и продюсера Сергея Пименова, распространяется через интернет по всей стране. Группа в таком составе и под этим названием просуществовала до 2003 года. В этот период были написаны такие известные песни, позже вошедшие в репертуар Кати Чеховой, как «В твоих глазах», «Я тебя люблю», «Мне много не нужно» и другие.
В 2004 году происходит знакомство с Сергеем Пименовым и начало работы в продюсерском центре «UPLIFTO». Этот период становится переворотной вехой в творческой судьбе Николая Лебедева. В 2004 году команда продюсеров и музыкантов («Койоты», Роман Галушкин, Сергей Пименов, Николай Лебедев, Юрий Марычев) создает первый клубный хит на русском языке: трек «Завалю снегом» Агента Смита получает поддержку и популярность среди диджеей России и становится гимном всех новогодних вечеринок 2004—2005.
В 2005 году Николай Лебедев инициирует создание проекта «Катя Чехова». На роль вокалистки приглашается Катя Губенко, экс-солистка группы «Вариант К». Песни «Крылья» и «Я — робот», написанные Николаем Лебедевым и спродюсированные командой «UPLIFTO», занимают эфиры национальных радиостанций и получают широкое распространение и популярность в России. В декабре 2005 года выходит дебютный альбом Кати Чеховой «Я — робот», официальные продажи которого составляют 250 000 экземпляров CD-дисков, что является рекордным количеством для российского шоу-бизнеса. В 2006 году проект был отмечен Национальной музыкальной премией «Рекорд» в номинации «Дебют года».
В том же году из-за ухода солистки проект закрывается, но после полугодового перерыва проект возобновляет работу в составе с новой вокалисткой Еленой Хрящевой. Николай продолжает писать песни для Кати Чеховой. Новые песни «Версия 1.0» и «По проводам», благодаря инновационной форме продвижения, становятся доступны в свободном доступе на сайте проекта. В начале 2007 года выходит второй альбом «Любовь 2.0». А в декабре 2007 года происходит выпуск совместно с Vortex Involute Drum & Bass третьего альбома «Вторая Жизнь». В полной мере происходит освоение технологий web 2.0 для популяризации проекта и коммуникации артиста с поклонниками: фото, видеоклипы, альбомы, видеодневник певицы — все доступно в свободном доступе, кроме этого, у Кати Чеховой появляется брендированный канал на YouTube.
В 2006 году Николай Лебедев параллельно начинает работать над сольным проектом «Лебедев. ТВ». Записывает трек на песню Виктора Цоя «Мы хотим танцевать», получив разрешение и одобрение Александра Цоя. Проводит выступления с программой «Видеодискотека», пишет песни.
Январь 2011 — Проект Катя Чехова возрождается. Екатерина Медведева (Губенко) возвращается к бывшим продюсерам. Выходит первый сингл «Мечтая».

## Артисты
- Агент Смит / Совместная работа, продюсирование
- Тина Чарльз / Написание первого альбома Тины Чарльз «Пойдем за мной»
- Лондон группа / Продюсирование альбома группы ЛОНДОН «Дневники Лолиты»
- Койоты группа / Продюсирование
- Вена группа / Продюсирование
- Лебедев. ТВ / Сольный проект, продюсирование
- Катя Чехова / Авторство, продюсирование

## Дискография
- 2005 год — Катя Чехова «Я — Робот»
- 2005 год — UPLIFTO 1: ПЕРВАЯ
- 2006 год — Катя Чехова «Я — Робот» MP3 альбом + ремиксы 45 треков
- 2006 год — Лебедев. ТВ «Мы Хотим Танцевать»
- 2006 год — МУЗЫКА ДЛЯ МОЛОДЁЖИ
- 2006 год — ТИНА ЧАРЛЬЗ «ПОЙДЕМ ЗА МНОЙ»
- 2006 год — БУДУЩИЕ ХИТЫ DVD
- 2007 год — ЛЕБЕДЕВ.ТВ «МЫ ХОТИМ ТАНЦЕВАТЬ» / MP3-КОЛЛЕКЦИЯ
- 2007 год — КАТЯ ЧЕХОВА «ЛЮБОВЬ 2.0»
- 2007 год — КАТЯ ЧЕХОВА «ЛЮБОВЬ 2.0» MP3-АЛЬБОМ
- 2007 год — Катя Чехова 2008 и Vortex Involute — «Вторая Жизнь»
- 2008 год — Агент Смит и Лебедев. ТВ «Половины»